# Plumbagina
La plumbagina è un naftochinone prodotto dalle piante  che presenta diverse proprietà farmacologiche. È stato dimostrato che ha attività antimicrobica. Negli animali ha effetti antimalarici, anticarcinogeni, cardiotonici, antifertilità, ed antiaterosclerotici.
Il nome plumbagina deriva dalla pianta del genere Plumbago, da cui è stata originariamente isolata.